# Волица (Бородянский район)
Волица (укр. Волиця) — село, входит в Бородянский район Киевской области Украины.
Население по переписи 2001 года составляло 33 человека. Почтовый индекс — 07800. Телефонный код — 4577. Занимает площадь 0,4 км². Код КОАТУУ — 3221083002.

## Местный совет
07813, Киевская обл., Бородянский р-н, с. Качалы, ул. Кооперативная, 113